# Tudorel Stoica
Tudorel Stoica (Brăila, 7 de septiembre de 1954) es un exfutbolista rumano que jugó en el Steaua Bucarest y en la selección nacional de fútbol de Rumania.
En marzo de 2008 fue condecorado con la Orden del "Mérito Deportivo" Clase II por ganar la Copa de Campeones de Europa en la temporada 1985-1986.
Es el padre del exfutbolista Alin Stoica. 

## Trayectoria

### Como futbolista
| Equipo             | País    | Año(s)    | Partidos | Goles |
| Politehnica Galați | Rumanía | 1972–1974 | 56       | 9     |
| FCM Galați         | Rumanía | 1974–1975 | 8        | 0     |
| Steaua de Bucarest | Rumanía | 1975–1989 | 369      | 43    |
| RC Lens            | Francia | 1989–1990 | 17       | 0     |
| Steaua de Bucarest | Rumanía | 1990–1991 | 1        | 0     |

### Como entrenador
| Equipo                         | País    | Año(s)    |
| ------------------------------ | ------- | --------- |
| Steaua de Bucarest (asistente) | Rumanía | 1991–1992 |
| Steaua de Bucarest (asistente) | Rumanía | 1993–1994 |
| Selección sub-21 de Rumanía    | Rumanía | 1998–1999 |

## Títulos
Steaua de Bucarest
- Liga / División A (7): 1975/76, 1977/78, 1984/85, 1985/86, 1986/87, 1987/88, 1988/89
- Copa de Rumania (5): 1975/76, 1978/79, 1984/85, 1986/87, 1988/89
- Copa de Campeones de Europa: 1985/86
- Supercopa de Europa: 1987